# Déficit en protéine S
 Mise en garde médicale
Le déficit en protéine S (protéine anti-coagulante) est une maladie génétique rare source de thrombophilie (risque de thromboses). Le risque thrombotique est surtout veineux (maladie thromboembolique).
Le déficit peut être soit quantitatif soit qualitatif. La forme homozygote est létale ; la forme hétérozygote donne lieu à des thromboses récidivantes dans la moitié des cas.
Le facteur V Leiden qui consiste en une résistance du facteur V à la protéine C (dont la protéine S est un cofacteur) donne des symptômes similaires mais moins prononcés.
La protéine S étant vitamine K dépendant, les anticoagulants oraux diminuent son taux ; c'est ce qui explique l'effet procoagulant initial de ces médicaments.

## Épidémiologie
La prévalence est de l'ordre de 0.3 %, soit moindre que celle du déficit en protéine C.

## Manifestations
L'incidence annuelle de maladie thromboembolique est un peu inférieure à 2 %, comparable à celle des patients porteurs d'un déficit en protéine C ou antithrombine III et plus de deux fois supérieure aux patients porteurs d'une thrombophilie par mutation du facteur V ou par Thrombophilie par mutation G20210A du gène de la prothrombine. Une autre étude semble cependant montrer que le risque est beaucoup plus faible.

## Diagnostic
Il doit être fait à distance d'un traitement par antivitamines K qui abaisse sa concentration sanguine. Des taux bas peuvent être également retrouvés en cas de maladie hépatique, de coagulation intravasculaire disséminée, d'une grossesse ou d'un traitement par œstrogènes. 

## Traitement
Il est recommandé de ne pas rester immobile durant une période prolongée, d’effectuer de l’exercice physique, de boire de l’eau et de s’abstenir de l’usage de drogues ou autres facteurs pouvant influencer la texture sanguine afin de prévenir la création de caillots sanguins cependant, il n’y a pas de traitement pouvant guérir cette irrégularité sanguine.
Le traitement est surtout préventif : il faut envisager un traitement anticoagulant, déconseiller la contraception orale.